# Invasioni mongole del Giappone
Le invasioni mongole del Giappone furono due campagne intraprese da Kublai Khan per assoggettare il Giappone retto dagli shōgun. Ambedue i tentativi si conclusero con un insuccesso, in entrambi i casi a causa di un tifone che danneggiò pesantemente la flotta dell'invasore.
Uno dei principali problemi che si trovarono ad affrontare i giapponesi era dovuto al fatto che da circa cinquant'anni le guerre interne al paese venivano combattute attraverso duelli personali all'arma bianca, mentre i mongoli spostavano massicce unità organizzate ed in modo coordinato, facendo ricorso anche ai primi esemplari di granata. Per questo motivo, nessun generale nipponico aveva in effetti una strategia precisa sulla manovra delle truppe raccolte per l'occasione.

## Prima invasione (1274)
Il sovrano mongolo Kublai Khan, nipote di Gengis Khan, rivolse le proprie attenzioni al Giappone a partire dal 1268, con l'invio di un suo messaggero a Kamakura per convincere lo shōgun a firmare un trattato di sottomissione, ma questa operazione non produsse alcun frutto. La proposta venne ripetuta diverse volte, fino a quando, nel 1274, egli decise di invadere la regione a nord del Kyūshū, sbarcando sulla baia di Hakata, una porta spalancata verso la Corea del sud e la Cina, con una flotta di 900 navi e 33 000 soldati, i quali includevano anche quelli di stanza in Goryeo, l'attuale penisola coreana. La notte dell'invasione, mentre il grosso dell'esercito era rimasto a bordo delle navi in attesa che si montasse il campo, un violento uragano danneggiò gravemente la flotta e molti uomini persero la vita. Con l'armata ridotta di circa un terzo, gli invasori si ritirarono in Corea.

## Seconda invasione (1281)

Il samurai Takezaki Suenaga che fronteggia frecce e bombe mongole. Da Mōko Shūrai Ekotoba, circa 1293, XIII secolo.

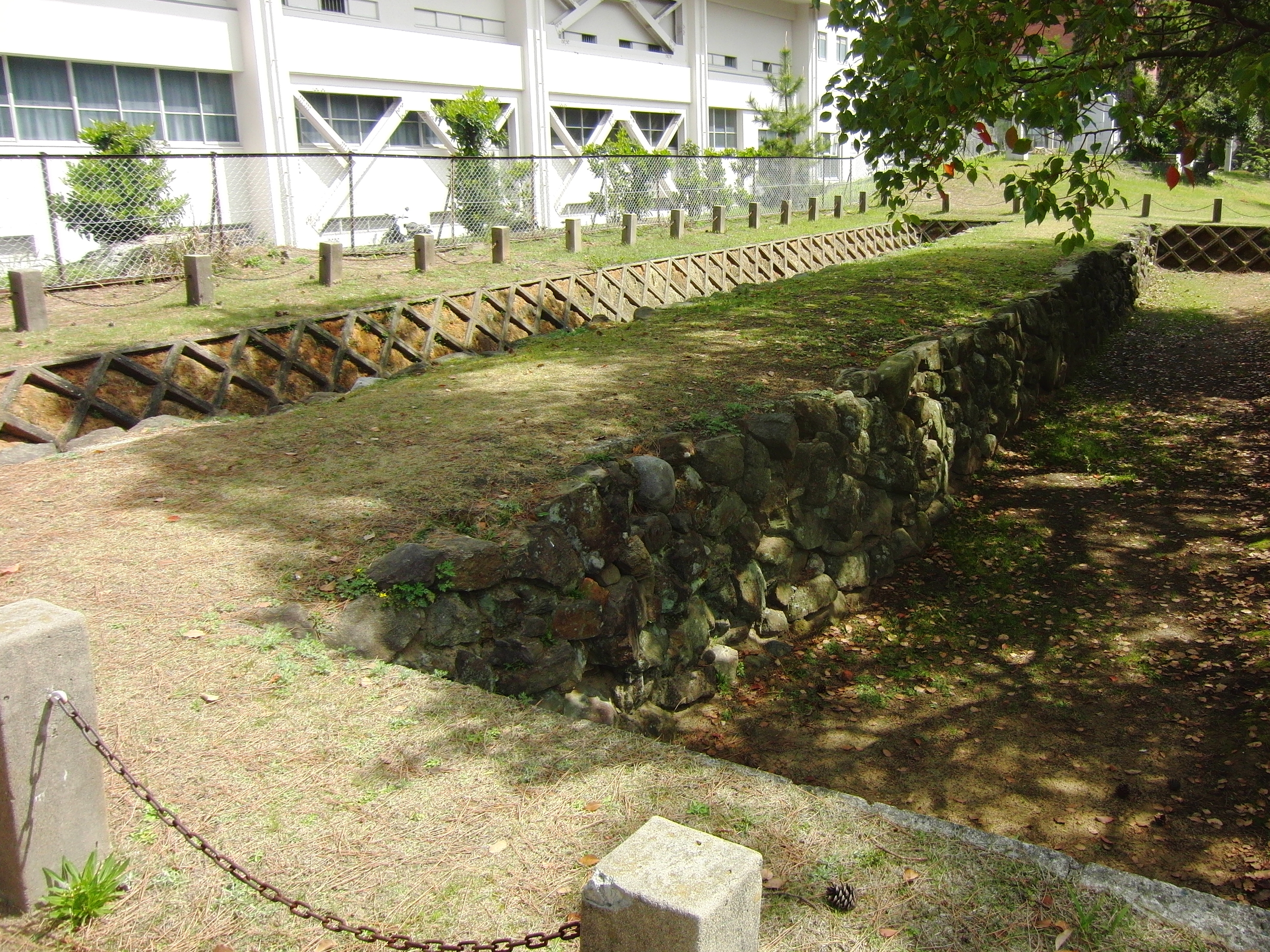
Resti della muraglia difensiva costruita per cercare di bloccare l'invasione mongola.

A seguito della prima invasione che aveva colto alla sprovvista i giapponesi, i samurai decisero di edificare una barriera di pietra di 20 chilometri di lunghezza lungo la costa della baia di Hakata. Questo muro di 2-3 metri d'altezza, con una base di circa 3 metri, venne innalzato tra il 1276 ed il 1277.
Nel 1279, Kublai Khan decise di mandare nuovamente inviati per contrattare la resa giapponese. In quel momento, Hōjō Tokimune del clan Hōjō era reggente del settimo shogun, il principe Koreyasu. Egli non solamente rifiutò la resa, ma fece decapitare i 5 emissari mongoli a Kamakura. Furioso, Kublai nel 1281 attaccò Fukuoka, con un esercito rinforzato che contava 140 000 soldati e 4 000 navi, sotto il comando supremo del generale Arakhan. I combattenti giapponesi erano 40 000, decisamente inferiori nei numeri e negli armamenti. Nonostante ciò, una volta sbarcate, le forze mongole trovarono una resistenza quasi impenetrabile, non riuscendo a conquistare una posizione sicura sull'isola. Qualche settimana più tardi arrivarono i rinforzi dalla Cina Meridionale ma, proprio quando gli invasori stavano programmando un massiccio assalto congiunto, la maggior parte della flotta mongola venne ancora una volta distrutta da un altro tifone, perdendo questa volta addirittura la metà degli uomini.
Quei venti provvidenziali vennero battezzati shinpū o kamikaze, che letteralmente significa "vento divino": i Giapponesi credevano infatti che il proprio arcipelago fosse la terra degli dei e godesse della loro protezione.